# Fastnachtshuhn
Fastnachtshuhn (lateinisch pullus carnisprivialis) oder Zinshuhn, auch Estomihi-Huhn, bezeichnet eine bestimmte Abgabe, die Leibeigene jährlich an ihren Leibherrn als Zeichen der Anerkennung ihrer Leibeigenschaft zu entrichten hatten.

## Geschichte
Die Ablieferung des Fastnachtshuhns war die Gegenleistung dafür, dass der Leibherr dem Leibeigenen juristischen Schutz gewährte, d. h., dem Leibeigenen bei einer Ladung vor ein fremdes Gericht einen Rechtsbeistand zu stellen hatte. Die Abgabe bestand aus einer Henne, die zumeist vor dem Beginn der jährlichen Fastenzeit abgeliefert wurde.  Wenn diese Abgabe zu einer anderen Jahreszeit fällig war, so wurde sie dementsprechend auch Herbsthuhn, Maihuhn, Pfingsthuhn oder Sommerhuhn usw. genannt. Auch die Bezeichnungen Leibhuhn, Fronhuhn oder Halshuhn waren in manchen Gegenden gebräuchlich.
Der weithin gebräuchliche Fastnachtstermin dieser Abgabe hing wohl mit der zur Fastenzeit gebotenen Abstinenz von Eiern zusammen. Die Abgabe von legenden Hennen reduzierte die Anzahl der zu erwartenden Eier, die man nur durch Einlegen oder Kochen hätte konservieren können.
Je nach regionalem Brauch waren bestimmte Personen, obwohl sie Leibeigene waren, von dieser Abgabepflicht ausgenommen, so z. B. Schultheiße, Schöffen, Frauen im Wochenbett und/oder Witwen.
Das Fastnachtshuhn war oft eine Einkunftsquelle der vom Grund- und Gerichtsherrn eingesetzten Vögte, als teilweiser Entgelt für ihre im Namen des Gerichtsherrn ausgeübte Gerichtstätigkeit. So beklagte sich ein Landvogt vor der eidgenössischen Tagsatzung in Baden im Jahre 1526 über die Streichung seines Lohnbestandteils Fastnachtshuhn, und ihm wurde Ersatz versprochen.

## Hennenkrieg im Unterengadin
In den Jahren 1475–1476 kam es im Unterengadin zu kriegerischen Auseinandersetzungen, dem sogenannten Hennenkrieg, ausgelöst durch die Weigerung der Engadiner, ihre Fastnachtshühner an die österreichischen Pfleger von Nauders abzuliefern.

## Andere Bedeutung
Als Fastnachtshühner konnten allerdings auch andere jährlich zu diesem Zeitpunkt zu liefernde Hühner bezeichnet werden.  So verfügte z. B. eine vermögende Witwe im Jahre 1445, dass von den Erträgen von zwei Tagwerk Wiesen in Steinbühl die Findelkinder in den Nürnberger Findelhäusern jährlich ein Fastnachtshuhn erhalten sollten.

## Geldwert
Aus dem Jahre 1506 liegt eine Wertstellung für verschiedene Terminhühner vor: 1 Fastnachtshuhn 7 Pfennige, 1 Weihnachtshuhn 6 Pfennige, 1 Martinshuhn 5 Pfennige, 1 Michaelishuhn 4 Pfennige, 1 Herbsthuhn 4 Pfennige.